# Oswald Eccher ab Eccho
Oswald Eccher ab Eccho (Mezzocorona, 11 agosto 1867 – Innsbruck, 11 dicembre 1935) è stato un militare austro-ungarico.

## Biografia

### I primi anni
Osvaldo Maria De Eccher Ab Eco nacque a Mezzocorona (inTrentino), allora Mezzotedesco (all'epoca Contea del Tirolo), l'11 agosto 1867 da Alfonso e Maria Korper. Nell'ottobre 1888 entrò come ufficiale di complemento nei Kaiserjäger. Finì il servizio col 1º gennaio 1890 e fu assegnato come sottotenente di riserva al 42º Reggimento fanteria. La sua vita da civile durò poco perché alcuni mesi dopo decise di intraprendere la carriera militare e nel novembre rientrò come ufficiale nell'Imperiale e regio esercito. Fu assegnato al 97º Reggimento fanteria.
Contemporaneamente studiò giurisprudenza all'Università di Innsbruck e nel 1893 conseguì il titolo di dottorato di ricerca. Nello stesso anno fu promosso tenente. Dal 1896 e al 1898 frequentò la scuola di guerra a Vienna qualificandosi come ufficiale di Stato maggiore. In seguito la sua carriera militare proseguì e nel 1900 fu promosso capitano. Fra il 1908 e il 1909 insegnò tattica, storia militare e ordinamento militare presso la scuola dei cadetti di fanteria a Innsbruck. Dopo varie incarichi come ufficiale di Stato maggiore, tra cui l'incarico presso il porto della marina austro-ungarica a Cattaro e la promozione a maggiore nel 1910, ricevette nel 1913 il suo primo comando presso il 10º Battaglione Feldjäger "Kopal" di stanza a Vigo di Fassa.

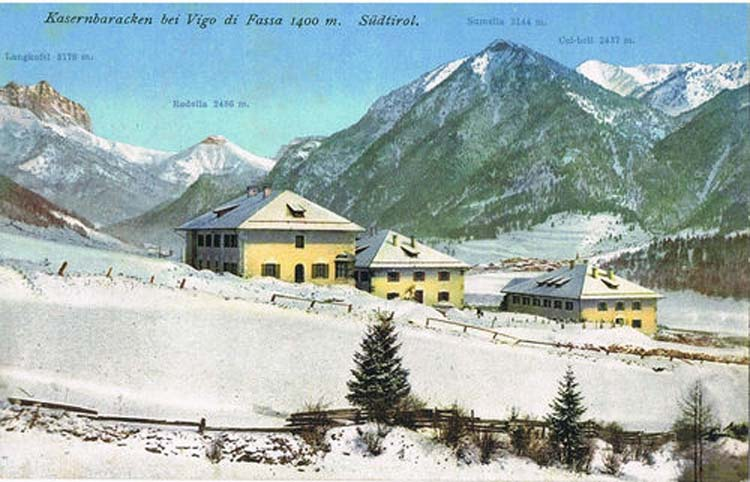
La caserma dei Kopaljäger a Vigo di Fassa

### La Prima guerra mondiale
Allo scoppio della prima guerra mondiale nell'agosto 1914 il suo battaglione fu assegnato alla 4ª Armata austro-ungarica e mandato sul fronte orientale in Galizia. Con il 10º Battaglione Feldjäger partecipò nell'ambito della Battaglia di Galizia ad alcune battaglie come la Battaglia di Komarów, la Battaglia di Rawa e a quelle di Leopoli e Majdan nonché al ripiegamento fino al fiume Dunajec in seguito alla sconfitta subita dagli Imperi centrali nella Battaglia della Vistola nell'ottobre 1914. Nell'inverno 1914/15 il battaglione di Eccher fu impegnato nella Battaglia di Limanowa e nella primavera del 1915 partecipò alla Battaglia di Konary presso Opatów.
Nel maggio 1915 fu promosso colonnello e alcune settimane dopo, il 11 giugno 1915, gli fu affidato il comando del 84º Reggimento Fanteria "Freiherr von Bolfras" che operò nella stessa divisione come il battaglione Jäger. Eccher si guadagnò presto la stima dei suoi subalterni anche perché non evitò di farsi vedere in prima linea in momenti critici. Guidò il reggimento durante l'Offensiva di Gorlice-Tarnów, poi il reggimento fu trasferito nella Galizia orientale dove partecipò con grandi perdite nel giugno 1916 durante l'Offensiva Brusilov alla battaglia di Sapanow.
Nell'estate 1916 Eccher comandò per due mesi anche la 49ª Brigata Fanteria. Fu impegnato nella Galizia orientale al comando del suo reggimento fino al 1º ottobre 1917, quando lasciò l'incarico e fu trasferito sul Fronte italiano presso lo Stato maggiore della 2ª Armata dislocata lungo il fiume Isonzo. Nel novembre 1917 sostituì Otto Ellison von Nidlef al comando della 1ª Brigata Kaiserjäger impegnata nella Battaglia d'arresto sull'Altopiano di Asiago. Nel marzo 1918 la Brigata si spostò sul Pasubio sotto il comando della 8ª Divisione fanteria che da dicembre 1916 riportò inoltre il nome Divisione Kaiserjäger.
Rimase al comando della 1ª Brigata Kaiserjäger fino quasi alla fine della guerra. Il 4 novembre 1918 fu a capo della commissione militare del Nationalrat, la camera dei rappresentanti del parlamento austriaco costituitasi a fine ottobre 1918 dagli precedenti istituzioni dell'impero austro-ungarico. In questa carica informò i rappresentanti del ripiegamento caotico dell'esercito austro-ungarico in atto, sollevando il problema del mantenimento dell'ordine pubblico e dell'approvvigionamento della truppa. In seguito al suo rapporto fu proposto di chiedere all'Intesa di fornire i viveri necessari, non solo per i militari ma anche per la popolazione tirolese, e di provvedere alla loro distribuzione. Per evitare il ripiegamento caotico oltre il Brennero fu inoltre chiesto di occupare al più presto il Tirolo.

### Nel dopoguerra
Nel dopoguerra fu nominato comandante militare del Tirolo. La sua carriera militare prosegui prima nella Repubblica dell'Austria tedesca e poi nella Prima Repubblica Austriaca. Nel 1920 fu promosso Maggior generale. Si ritirò dal servizio attivo nel 1921 e morì il 11 dicembre 1935 a Innsbruck.

## Onorificenze
Fonte